# Glyptoparus
Glyptoparus is een monotypisch geslacht van straalvinnige vissen uit de familie van de naakte slijmvissen (Blenniidae). Het geslacht is voor het eerst wetenschappelijk beschreven in 1959 door Smith.

## Soort
- Glyptoparus delicatulus Smith, 1959